# Гудермесский хребет
Гудермесский (Качкалыковский) хребет — располагается в Чечне и является восточной оконечностью Терской горной цепи. Его длина составляет около 30 км. Высшей точкой хребта является гора Гейран-корт (428 м). У реки Аксай хребет соединяется с отрогами Чёрных гор. Река Сунжа через проход между Гудермесским и Брагунским хребтами протекает на Терско-Кумскую низменность.
Поверхность хребта сложена галечниками, железистыми песчаниками, сланцеватыми, часто гипсоносными глинами. Распространены четвертичные отложения в виде лёссовидных суглинков, которые покрывают дно Алханчуртской долины и поверхность террас Терека.